# Cyanobacteria
I cianobatteri (Cyanobacteria Stanier ex Cavalier-Smith, 2002) chiamati un tempo, ora impropriamente, alghe azzurre, alghe verdi-azzurre o cianoficee, sono un phylum di batteri fotosintetici.
Sono organismi unicellulari procarioti, fotoautotrofi, e costituiscono uno dei 23 phyla del regno dei Bacteria. Il nome "cianobatteri" (dal greco antico κύανος ( kúanos )  'blu') si riferisce al loro colore verde bluastro (ciano).
I cianobatteri sono probabilmente il taxon più numeroso mai esistito sulla Terra e sono i primi organismi noti per aver prodotto ossigeno, essendo apparsi nel medio eone Archeano e apparentemente originati in un ambiente di acqua dolce terrestre.

## Caratteristiche
I cianobatteri sono un phylum molto ampio e diversificato di procarioti fotosintetici. Sono caratterizzati dalla loro combinazione unica di pigmenti fotosintetici e dalla loro capacità di eseguire la fotosintesi ossigenica.  Spesso vivono in aggregati coloniali che possono assumere una moltitudine di forme.  Di particolare interesse sono le specie filamentose, che spesso dominano gli strati superiori di tappeti microbici trovati in ambienti estremi come sorgenti termali, acqua ipersalina, deserti e regioni polari,  ma sono comuni anche in ambienti più banali (boschi, strade, sui monumenti).  Sono evolutivamente ottimizzati per vivere in condizioni ambientali a basso contenuto di ossigeno.  Alcune specie fissano l'azoto e vivono liberi o in una relazione simbiotica con piante o funghi (in questo caso formano un tipo di licheni).
I cianobatteri, essendo gli unici procarioti fotosintetici ossigenici, contribuiscono in modo significativo ai cicli biogeochimici globali.  I cianobatteri sono onnipresenti negli ambienti marini e svolgono un ruolo importante come produttori primari. Fanno parte del fitoplancton marino , che attualmente contribuisce a quasi la metà della produzione primaria totale della Terra.  Circa il 25% della produzione primaria marina globale è contribuito dai cianobatteri.
Sono tra gli organismi più antichi della Terra con reperti fossili risalenti ad almeno 2,1 miliardi di anni fa. Da allora, i cianobatteri sono stati attori essenziali negli ecosistemi terrestri. I cianobatteri planctonici sono una componente fondamentale delle reti alimentari marine e contribuiscono in modo significativo ai flussi globali di carbonio e azoto.
Tuttavia, alcune specie di cianobatteri sono tossiche e possono produrre delle fioriture algali dannose che causano intossicazione della fauna selvatica ed eventualmente, attraverso la catena trofica, degli esseri umani. Sono in grado di produrre delle potenti tossine chiamate cianotossine come ad esempio microcistine, saxitossina e cilindrospermopsina. Oggigiorno, le fioriture di cianobatteri rappresentano una seria minaccia per gli ambienti acquatici e la salute pubblica, e stanno aumentando in frequenza e entità a livello globale.

### Morfologia

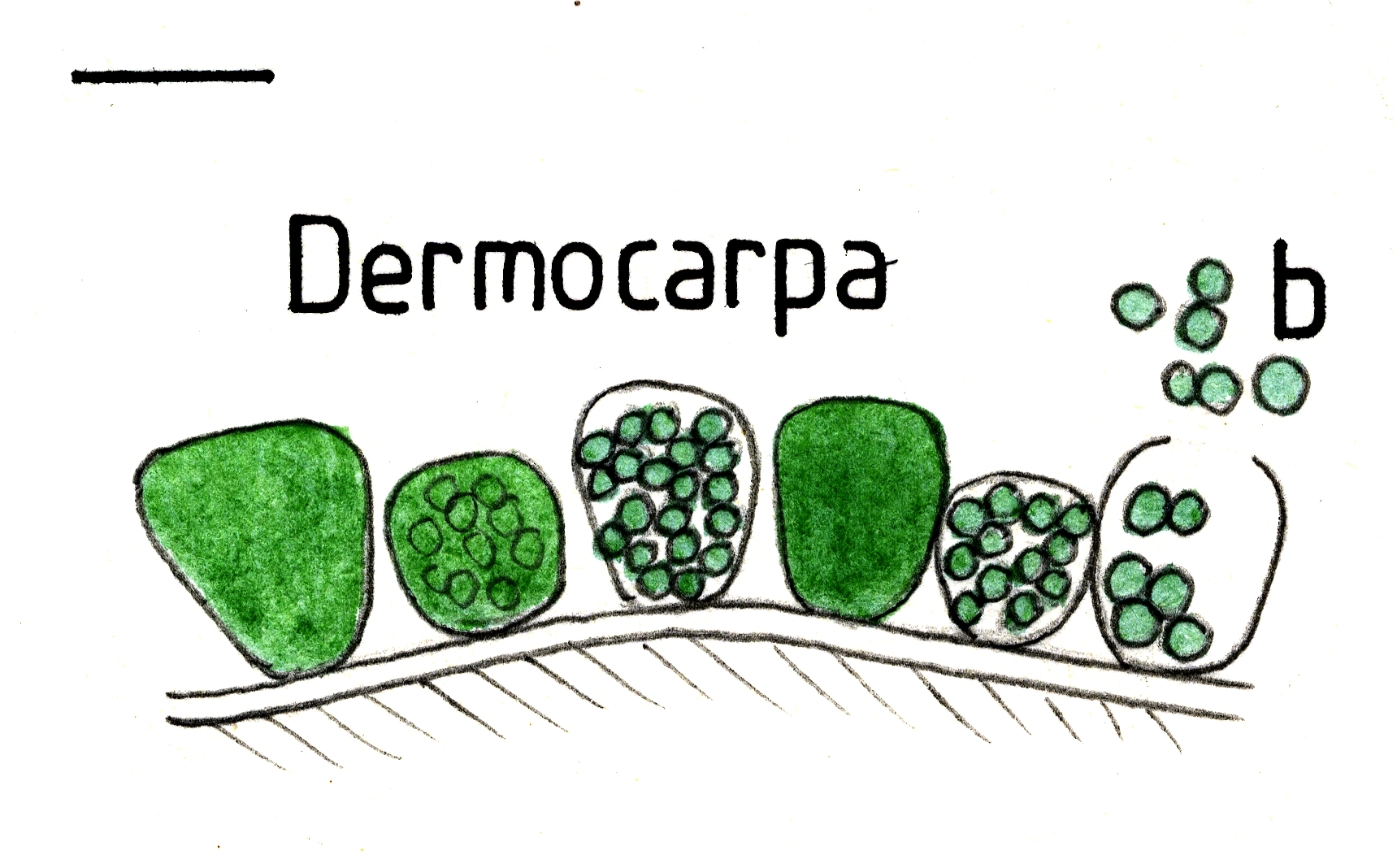
Dermocarpa. b – spore interne (baeociti). Barra della scala 10 µm.

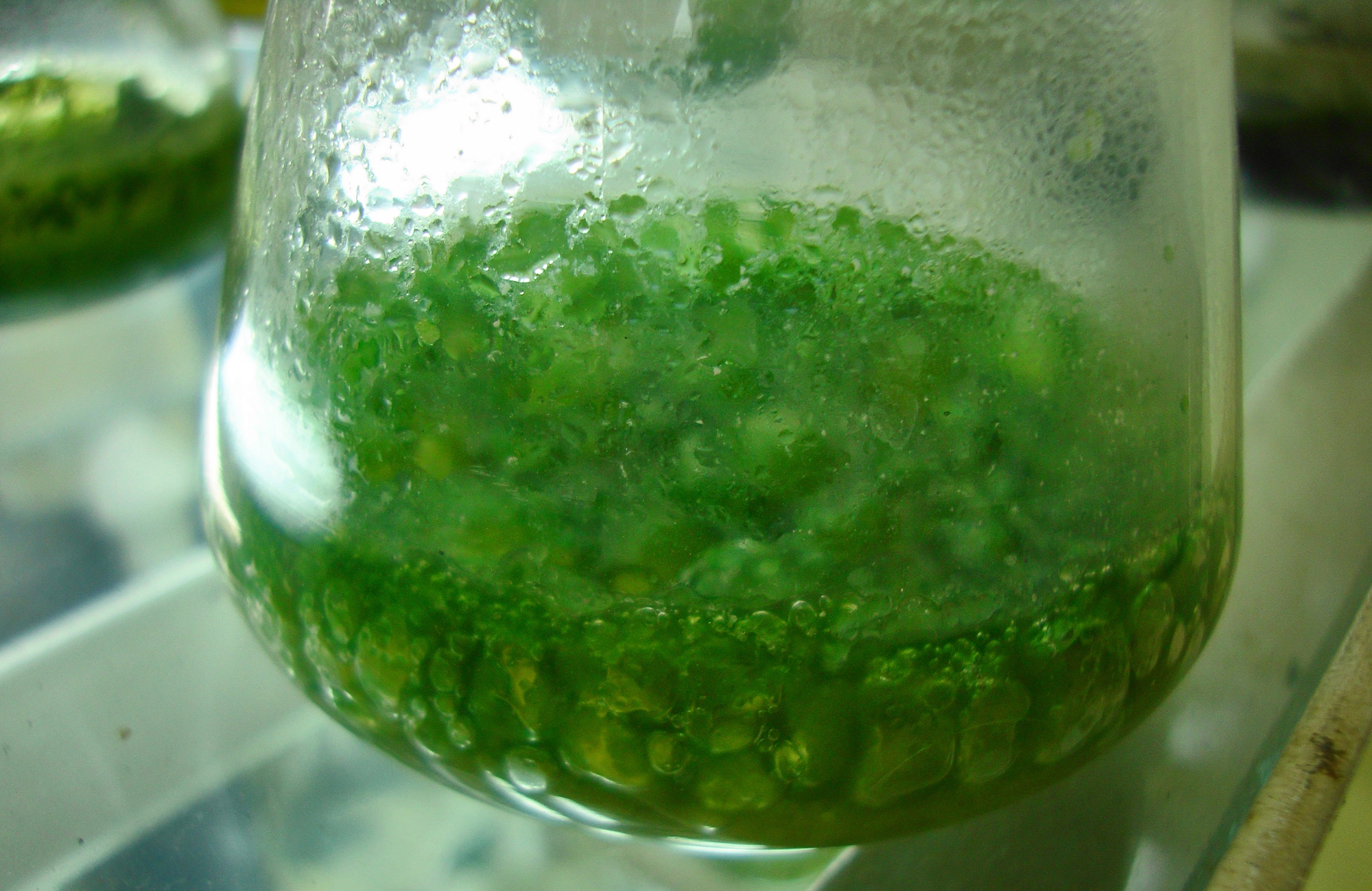
Coltura di cianobatteri.

I cianobatteri hanno una parete di tipo Gram negativo, possono vivere come cellule singole (es. Dermocarpa) o riuniti in colonie di forme diverse da tondeggianti a filamentose (es. Nostoc).
In alcune specie è presente una differenziazione morfologica: possono essere presenti delle cellule specializzate a parete spessa ed usualmente di dimensioni maggiori chiamate eterocisti: sono la sede del processo di fissazione dell'azoto atmosferico e se in posizione basale servono per l'adesione al substrato.
I cianobatteri marini includono i più piccoli organismi fotosintetici conosciuti. Il più piccolo di tutti, Prochlorococcus, è largo solo da 0,5 a 0,8 micrometri.  In termini di numero di individui, Prochlorococcus è probabilmente il genere più abbondante sulla Terra: un singolo millilitro di acqua di mare superficiale può contenere 100.000 cellule di questo cianobatterio.

### Fisiologia
La fotosintesi dei cianobatteri ha luogo nella loro membrana tilacoidea, in modo analogo a quello che avviene nei cloroplasti delle alghe, dei muschi, delle felci e delle piante con semi.
Per la fotosintesi i cianobatteri non utilizzano solo quella parte dello spettro visibile che utilizzano anche le piante verdi: oltre alla clorofilla a, possiedono altri pigmenti fotosintetici, in particolare le ficobiline, tra cui la ficocianina (azzurro), la ficoeritrina (rossa) e la alloficocianina, organizzate in ficobilisomi. I cianobatteri sono ritenuti essere gli organismi che hanno prodotto per primi l'ossigeno atmosferico come scarto della fotosintesi ossigenica.
La ficocianina dona a molti cianobatteri la caratteristica colorazione blu, ma talvolta (ad esempio nei casi della spirulina e della Oscillatoria rubescens) la colorazione è rossa, a causa della ficoeritrina. Il rapporto delle concentrazioni dei singoli pigmenti può variare di molto, colorando i batteri di verde o persino di nero (colorazione a tratti). Le ficobiline permettono lo sfruttamento di una vasta porzione dello spettro visibile (nelle piante la lunghezza d'onda sfruttata varia da 500 a 600 nm, mentre le ficobiline permettono di estendere questo intervallo fino a 650 nm). L'efficienza del processo di raccoglimento della luce è per la ficoeritrina persino più elevata che nella clorofilla. I cianobatteri possono, in questo modo, sopravvivere con successo anche in condizioni di scarsa luminosità, come ad esempio nelle profondità marine o in ecosistemi acquatici caratterizzati da forte corrente.
Altri pigmenti fotosintetici dei cianobatteri sono β-carotene, zeaxantina, echinone e mixoxantofilla.
I cianobatteri accumulano, come sostanze di riserva, amido delle cianoficee, granuli di cianoficina (polimero degli aminoacidi arginina e asparagina, come riserva di azoto) e granuli di volutina (costituiti prevalentemente da polifosfati, come riserva di fosforo).
I cianobatteri sono da considerarsi tra gli organismi bio-costruttori, in quanto la loro attività fotosintetica sottrae CO2 all'ambiente, inducendo la precipitazione del carbonato di calcio (CaCO3). Questi organismi danno luogo a vere e proprie piattaforme carbonatiche in ambiente sia marino che lacustre.

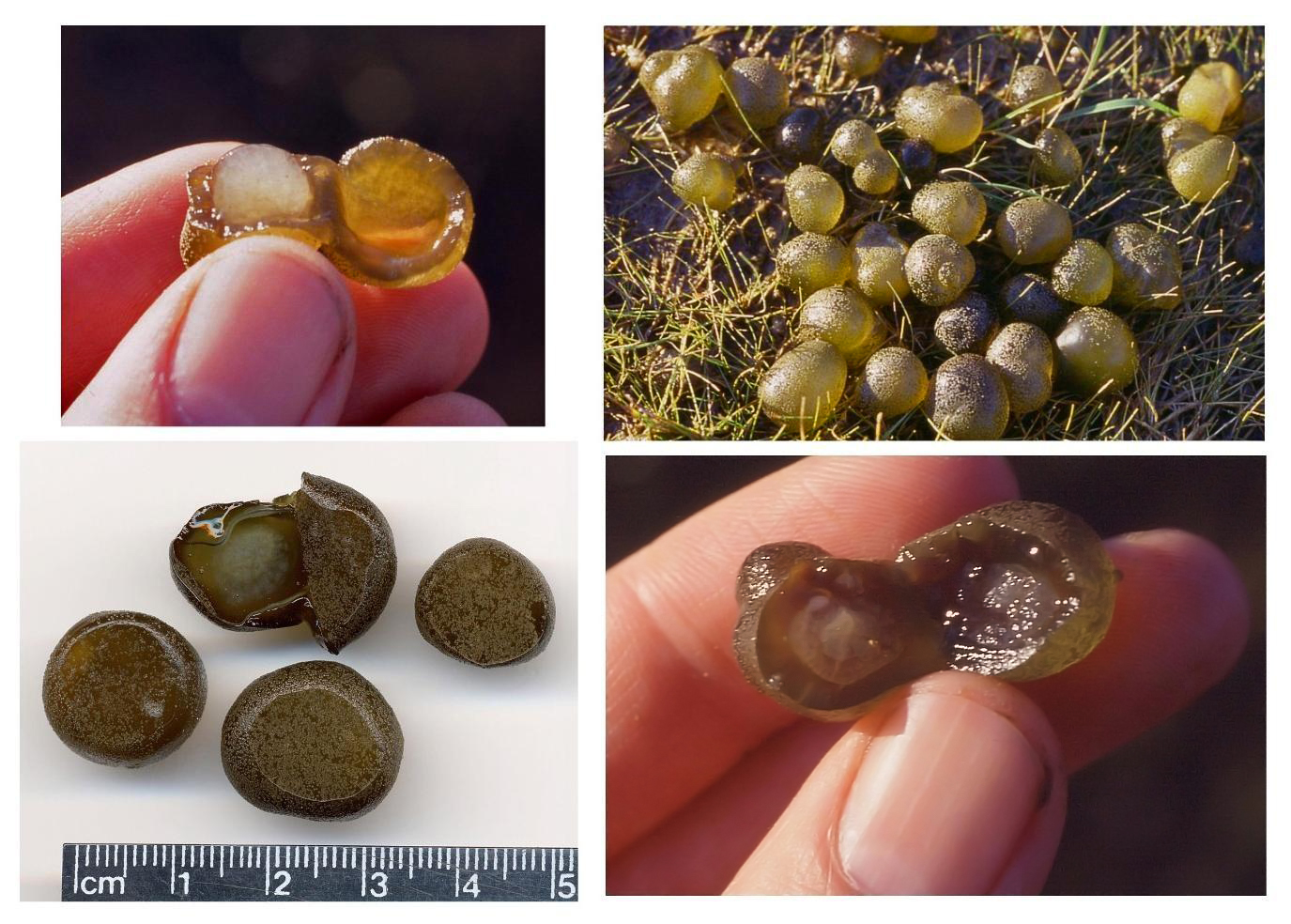
Colonie sferiche di cianobatteri d'acqua dolce, della specie Nostoc pruniforme.

 Molti cianobatteri possono fissare l'azoto riducendo l'azoto elementare (N2) in (NH4+) all'interno delle eterocisti, cellule dedicate a questo compito, con parete ispessita per essere impermeabile all'ossigeno (che inibisce il processo di azotofissazione).
Tutte le specie sono in grado di produrre tossine, dette cianotossine, usate, talvolta, come difesa dagli assalti delle specie planctoniche, e che possono appartenere alla categoria delle neurotossine come la β-metilammino-alanina, la anatossina-a, la saxitossina; queste ultime sono in grado di impedire la comunicazione tra neuroni e cellule muscolari e quindi possono interferire con il sistema nervoso e provocare la morte per paralisi dei muscoli respiratori; sono state responsabili di morie di animali nei paesi del nord Europa e nell'America settentrionale.
Un'altra categoria di tossine è quella delle epatotossine, che possono indurre danni al fegato e ristagno di sangue nell'organo; il loro effetto è di danneggiare le cellule epatiche intervenendo sul citoscheletro, oltre ad inibire le proteinfosfatasi che svolge un ruolo importante nella divisione cellulare. Si stanno effettuando studi per verificare un collegamento fra alterazioni croniche nel tubo digerente ed esposizione con le tossine specifiche, oltre alla relazione fra le epatossine e i tumori. Infine i cianobatteri producono anche una serie di citossine, che riescono a danneggiare le cellule, ma non sono pericolose per gli organismi pluricellulari e anzi sono in corso studi e ricerche per poterle utilizzare contro alghe, batteri e cellule tumorali.
Note sono le microcistine della specie Microcystis. Attraverso l'ingestione di pesce e molluschi alcune tossine, come il BMMA, possono giungere all'organismo umano ed animale, conducendo, occasionalmente, ad avvelenamenti fatali. La prima descrizione degli effetti pericolosi indotti dai cianobatteri risale al maggio del 1878 per merito dell'australiano George Francis che inviò una lettera alla rivista Nature. Ricercatori della Carnegie Institution scoprirono nel 2006 che nel parco nazionale di Yellowstone vivono cianobatteri che utilizzano cicli giorno-notte: di giorno effettuano la fotosintesi clorofilliana e di notte la fissazione dell'azoto. Questa caratteristica è, ad oggi, considerata unica.

### Riproduzione
I cianobatteri, come tutti i procarioti, si riproducono asessualmente per scissione. La divisione cellulare nei batteri filamentosi avviene attraverso la formazione centripeta di una parete cellulare trasversale. La moltiplicazione delle colonie, invece, avviene per rottura del filamento o per formazione di ormogoni, cioè segmenti di poche cellule, giovani e non specializzate, che si staccano dal filamento madre per produrne uno nuovo.
In alcuni cianobatteri unicellulari una cellula può dividersi in numerose endospore sferiche, per sopravvivere a condizioni avverse. Altre forme di resistenza, nei cianobatteri filamentosi, sono gli acineti, cellule ingrossate dalla parete resistente e ricche di sostanze di riserva, che in condizioni favorevoli germinano formando ormogoni.

## Ecologia
I cianobatteri sono organismi acquatici cosmopoliti che si possono trovare sia in acqua dolce che in acqua salata, da acque fredde di alta montagna ad acque termali fino a 75 °C. Esistono sia specie planctoniche che specie bentoniche o fissate al substrato: nel mare formano pellicole nerastre sugli scogli al limite superiore dell'alta marea, e su rocce carbonatiche, dove c'è gocciolamento di acqua, formano patine lineari chiamate "strisce d'inchiostro".
In condizioni particolarmente favorevoli, ad esempio verso la fine dell'estate, possono raggiungere concentrazioni elevate, causando caratteristiche "fioriture". Inoltre i detergenti ed i fertilizzanti che contaminano i bacini tendono ad aumentare la concentrazione dell'azoto e del fosforo, che in cascata inducono la proliferazione di cianobatteri, talvolta dannosi. La temperatura elevata e l'alcalinità dell'acqua sono altri due fattori ideali per la diffusione dei cianobatteri.
La maggior parte dei cianobatteri vive libera, ma alcuni vivono in simbiosi con le piante: ad esempio Anabaena azollae vive in simbiosi con Azolla e nelle radici di molte Cycadales; Nostoc con epatiche, antocerote e alcuni funghi.
Hanno formato, per intrappolamento di sedimenti calcarei nel rivestimento mucillaginoso, le stromatoliti.
Riescono a sopravvivere nelle condizioni estreme trasformandosi in spore attraverso un processo chiamato sporulazione.

## Sistematica
In passato classificati tra le alghe con il nome di "cianoficee" o "alghe azzurre", per la loro cellula procariote i cianobatteri sono stati più correttamente inclusi tra gli Eubatteri.
Come per molte sistematiche di procarioti, non c'è consenso unanime nella comunità scientifica in merito al sistema di suddivisione dei cianobatteri. Le circa 2000 specie di cianobatteri sono state tradizionalmente suddivise in cinque sezioni, sulla base dell'aspetto morfologico. Tuttavia, tali suddivisioni non sono tutte coerenti con gli studi filogenetici. In particolare, Chroococcales, Pleurocapsales ed Oscillatoriales sono in disaccordo con gli approcci filetici, mentre Nostocales e Stigonematales sono effettivamente monofiletici.
Nei primi anni del XXI secolo sono state avanzate tre proposte principali di suddivisione.
La prima, avanzata dal Taxonomy Browser, il database tassonomico del National Center for Biotechnology Information (NCBI) statunitense, propone sette suddivisioni:
- Chroococcales
- Gloeobacteria
- Nostocales
- Oscillatoriales
- Pleurocapsales
- Prochlorales (prochlorophytes)
- Stigonematales

Cavalier-Smith nel 2002 ha invece proposto due suddivisioni, a loro volta suddivise in tre classi e sei ordini:
- Gloeobacteria
  - Gloeobacteria
    - Gloeobacterales
- Phycobacteria
  - Chroobacteria
    - Chroococcales
    - Pleurocapsales
    - Oscillatoriales

  - Hormogoneae
    - Nostocales
    - Stigonematales

Un'ulteriore proposta è infine quella del Bergey's Manual of Systematic Bacteriology, in cui l'utilizzo dei termini ordine e famiglia è in accordo con quanto definito dall'International Code of Nomenclature of Bacteria (Bacteriological Code).
Gli unici taxa finora approvati dal Bacteriological Code sono infatti le classi Chroobacteria, Hormogoneae e Gloeobacteria, gli ordini Chroococcales, Gloeobacterales, Nostocales, Oscillatoriales, Pleurocapsales e Stigonematales; le famiglie Prochloraceae e Prochlorotrichaceae; i generi Halospirulina, Planktothricoides, Prochlorococcus, Prochloron e Prochlorothrix.
La teoria dell'endosimbionte postula che alcuni appartenenti arcaici a questo phylum siano gli organismi inglobati, nel passato, da una parte degli odierni eucarioti come endosimbionti (i cloroplasti dei vegetali). Si parla quindi, in anatomia cellulare, di una serie di opportune caratteristiche biochimiche, che permettono di differenziare i cianobatteri ed i cloroplasti per le proprietà nella cellula eucariote.